# Kamienica przy placu biskupa Nankiera 3 we Wrocławiu
Kamienica przy placu biskupa Nankiera 3 – zabytkowa kamienica narożna znajdująca się przy placu biskupa Nankiera 3 we Wrocławiu.

## Historia
Pierwszy murowany budynek na posesji nr 3 został wzniesiony jeszcze w okresie renesansu. Pod koniec XVII wieku ówczesny budynek został częściowo rozebrany a w jego miejsce wzniesiono nową, dwutraktową, dwupiętrową, czteroosiową kamienicę pokrytą kalenicowym dachem. W połaci dachowej znajdowały się trzy lukarny w formie aediculi; środkowa lukarna była większa i akcentowała oś fasady. Pomiędzy oknami, nad parterem, znajdowały się boniowane lizeny (według Arkadiusza Dobrzynieckiego pilastry wielkiego porządku) a nad oknami drugiej kondygnacji znajdowały się naczółki w formie tympanonów. Z lewej strony części parterowej znajdował się boniowany portal o koszowym nadprożu. Kamienica miała dwie oficyny: boczną i tylną.  
W XIX wieku budynek został przebudowany na styl empirowy.

## Po 1945 roku
W latach 1979–1982 miała miejsce poważna przebudowa wnętrz budynku, zlikwidowano wejście do kamienicy, odnowiono witryny z końca XIX wieku oraz wyburzono oficyny. Podczas ówczesnego remontu, w części parterowej odkryto drewniane stropy z polichromią o motywach akantowych z końca XVII wieku. Obecnie stropy te są wyeksponowane zarówno na parterze jak i na I piętrze. Kamienica nr 2 i 3 zostały połączone.